# كأس كرواتيا 2007–08
كأس كرواتيا 2007–08 (بالكرواتية: Hrvatski nogometni kup 2007./08.)‏ هو الموسم 17 من كأس كرواتيا. أقيم خلال الفترة 29 أغسطس 2007 وحتى 14 مايو 2008، وأشرف على تنظيمه اتحاد كرواتيا لكرة القدم، وكان عدد الأندية المشاركة فيه 48، وفاز فيه نادي دينامو زغرب.